# Слизнево (Ярославская область)
Слизнево — деревня в Тутаевском районе Ярославской области России. В рамках организации местного самоуправления входит в Левобережное сельское поселение, в рамках административно-территориального устройства — относится к Метенининскому сельскому округу.

## География
Расположена на берегу реки Саха в 35 километрах к северу от райцентра города Тутаева.

## История
Каменная церковь в селе построена в 1766 году на средства прихожан, в 1780-е годы возведена ярусная колокольня. Престолов было три: во имя Рождества Пресвятой Богородицы; во имя святителя Николая, архиепископа Мир Ликийских, чудотворца; во имя праведного Иова Многострадального. 
В конце XIX — начале XX село входило в состав Курякинской волости Романово-Борисоглебского уезда Ярославской губернии.
С 1929 года село являлось центром Слизневского сельсовета Тутаевского района, в 1941 — 1959 годах — в составе Арефинского района, с 1954 года — в составе Метенинского сельсовета, с 2005 года — в составе Левобережного сельского поселения.

## Население
| 1859 | 1914 | 2002 | 2007 | 2010 |
| ---- | ---- | ---- | ---- | ---- |
| 27   | ↗30  | ↘1   | ↘0   | →0   |

## Достопримечательности
В деревне расположена действующая Церковь Рождества Пресвятой Богородицы (1766).